# 국도 제205호선 (중국)
국도 제205호선(중국어: 205国道)은 허베이성 친황다오시 산하이관구에서 광둥성 선전시까지 이르는 중화인민공화국의 일반 국도로, 총 연장은 3,160km이다. 주요 경유지상 통과하고 있는 성, 자치구 등은 허베이성, 톈진시, 산둥성, 장쑤성, 안후이성, 저장성, 푸젠성이 있으며 종점으로 종단하고 있는 광둥성 등이 있다.

## 거리

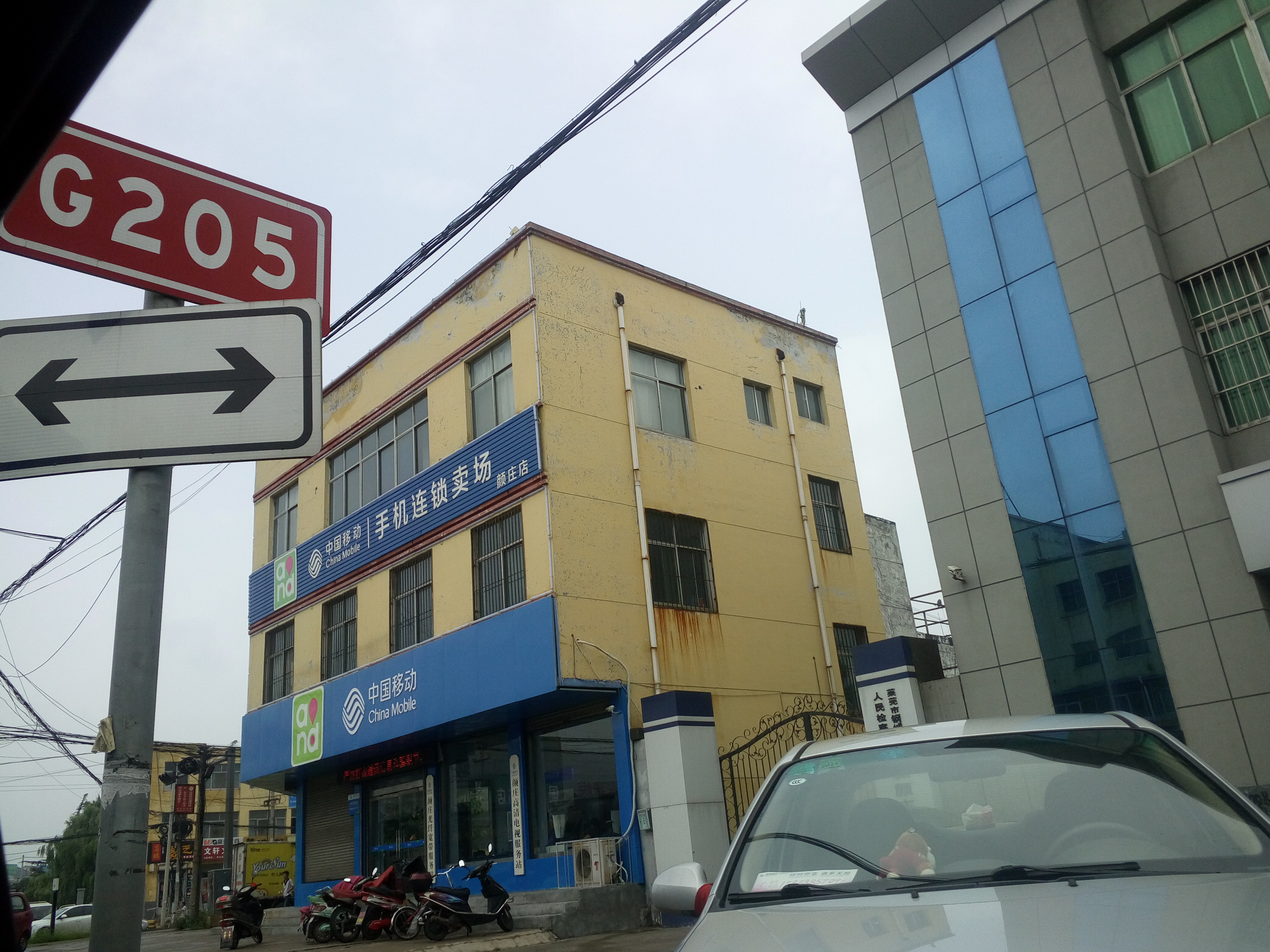
지난시 강청구 옌좡진 205번 국도 표지판

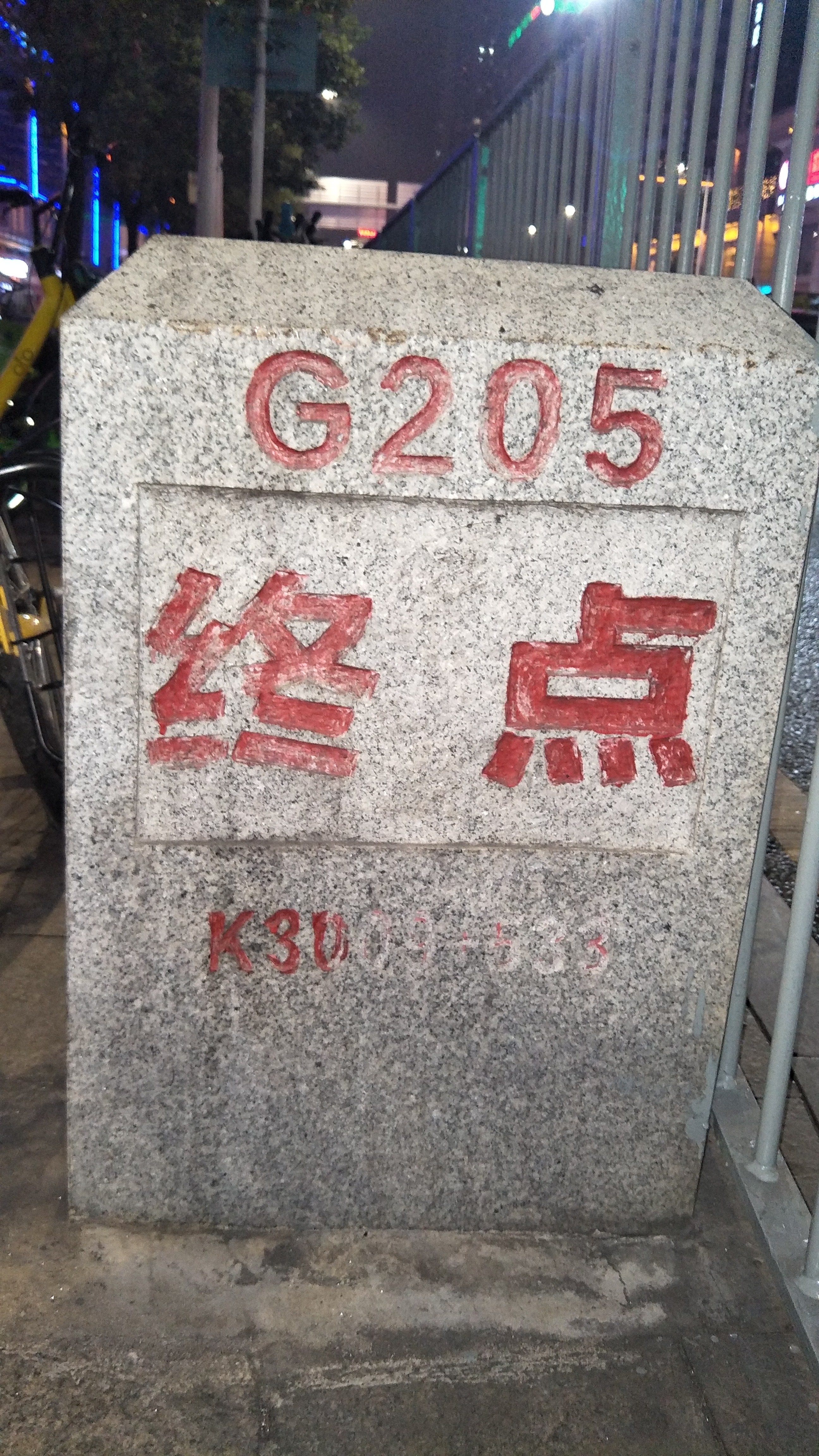
선전둥먼 사이부로 교차로 끝에 위치한 205번 국도 종점 표지판

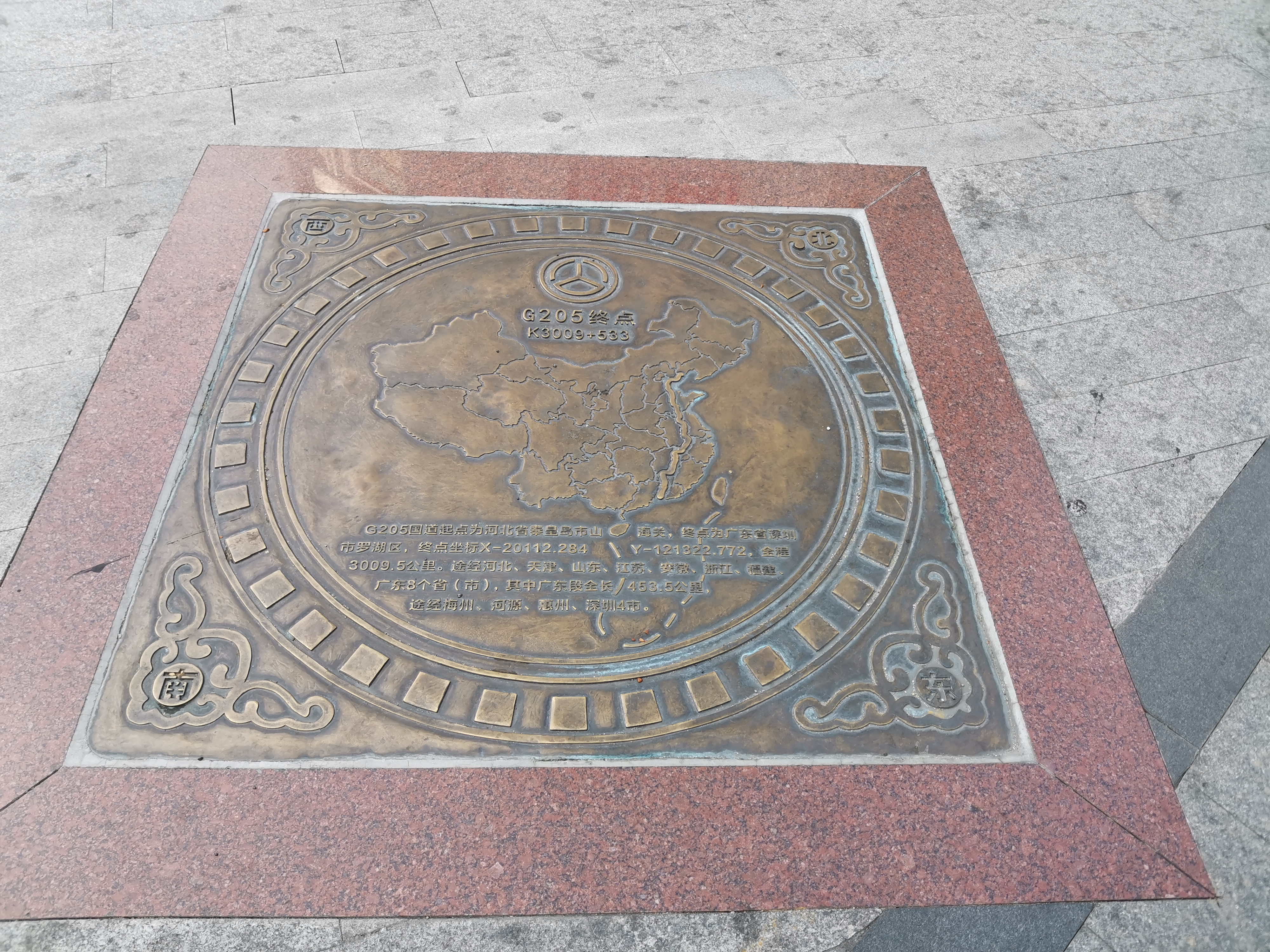
205번 국도 종점 마크

| 도시명                         | 시점까지의 거리 (km) |
| ------------------------------ | -------------------- |
| 허베이성 친황다오시 산하이관구 | 0                    |
| 허베이성 친황다오시            | 21                   |
| 허베이성 창리현                | 69                   |
| 허베이성 롼현                  | 111                  |
| 허베이성 탕산시 구예구         | 139                  |
| 허베이성 탕산시                | 170                  |
| 허베이성 탕산시 펑난구         | 187                  |
| 톈진시 닝허구                  | 225                  |
| 톈진시 베이천구                | 296                  |
| 허베이성 황화시                | 418                  |
| 허베이성 옌산현                | 458                  |
| 산둥성 칭윈현                  | 497                  |
| 산둥성 우디현                  | 523                  |
| 산둥성 빈저우시                | 592                  |
| 산둥성 보싱현                  | 621                  |
| 산둥성 환타이현                | 645                  |
| 산둥성 쯔보시                  | 669                  |
| 산둥성 쯔보시 쯔촨구           | 688                  |
| 산둥성 쯔보시 보산구           | 709                  |
| 산둥성 지난시 라이우구         | 753                  |
| 산둥성 신타이시                | 796                  |
| 산둥성 멍인현                  | 824                  |
| 산둥성 린이시                  | 916                  |
| 산둥성 탄청현                  | 972                  |
| 장쑤성 신이시                  | 1001                 |
| 장쑤성 수양현                  | 1051                 |
| 장쑤성 화이안시 화이인구       | 1115                 |
| 장쑤성 화이안시                | 1119                 |
| 장쑤성 훙쩌현                  | 1161                 |
| 안후이성 톈창시 차젠진         | 1230                 |
| 장쑤성 난징시 류허구           | 1269                 |
| 장쑤성 난징시                  | 1313                 |
| 안후이성 마안산시              | 1360                 |
| 안후이성 당투현                | 1379                 |
| 안후이성 우후시                | 1411                 |
| 안후이성 난링현                | 1469                 |
| 안후이성 징현                  | 1504                 |
| 안후이성 황산시                | 1692                 |
| 저장성 카이화현                | 1808                 |
| 저장성 창산현                  | 1856                 |
| 저장성 장산시                  | 1888                 |
| 푸젠성 푸청현                  | 2018                 |
| 푸젠성 난핑시젠양구            | 2138                 |
| 푸젠성 젠어우시                | 2188                 |
| 푸젠성 난핑시옌핑구            | 2262                 |
| 푸젠성 사현                    | 2318                 |
| 푸젠성 싼밍시                  | 2343                 |
| 푸젠성 융안시                  | 2399                 |
| 푸젠성 롄청현                  | 2526                 |
| 푸젠성 상항현                  | 2605                 |
| 광둥성 자오링현                | 2682                 |
| 광둥성 메이저우시              | 2728                 |
| 광둥성 메이현                  | 2736                 |
| 광둥성 싱닝시                  | 2785                 |
| 광둥성 룽촨현                  | 2848                 |
| 광둥성 둥위안현                | 2937                 |
| 광둥성 허위안시                | 2955                 |
| 광둥성 후이저우시              | 3094                 |
| 광둥성 선전시 (룽강 대로 포함) | 3160                 |

## 같이 보기
- 중화인민공화국의 일반 국도